# سنگوکو باسارا
سنگوکو باسارا (به ژاپنی: 戦 国 BASARA) مجموعه‌ای از بازی‌های ویدئویی است که توسط کپ‌کام تهیه و منتشر شده‌است، و یک حق رای رسانه ای بزرگتر بر اساس آن شامل چهار نمایش انیمه، یک فیلم انیمه، یک سری مجله، یک بازی با کارت بازرگانی و نمایش‌های متعدد صحنه ای، مانگا، و سی دی‌های درام. داستان آن آزادانه مبتنی بر وقایع واقعی دوره سنگوکو در تاریخ ژاپن فئودالی است. سنگوکو باسارا با داشتن بازی‌های ویدئویی با بررسی‌های خوب و فروش، برنده شدن جوایز بیشمار، تبدیل شدن به یک پدیده فرهنگی و قدرتمند، در ژاپن بسیار محبوب است.